# 鯉城蹴球団
鯉城蹴球団（りじょうしゅうきゅうだん）は、かつて広島県広島市に本拠地を置いた同好会サッカークラブ。鯉城とは広島城の別名である。
現在はサッカークラブの名前ではなく、広島県立広島国泰寺高等学校サッカー部OB会の名前である。

## 概要
このクラブは、日本サッカー創成期からサッカーが非常に盛んであった広島で、日本サッカー黎明期である1920年代、つまり大正後期から昭和初期に存在した、当時全国的な強豪であった広島県立広島第一中学校（学制改革により鯉城高校/現在の広島国泰寺高校）のOB達により結成されたものである。
西日本のチームとして初めて天皇杯全日本サッカー選手権大会で優勝したチームであり、史上初めて連覇したチームである。なお2014年現在、天皇杯は三連覇したクラブがない（二連覇は延べ9クラブ）ため、鯉城蹴球団の二連覇は最高記録となる。広島の蹴球（サッカー）が全国的な名声を挙げたのは鯉城蹴球団の二連覇の偉業を達成したのが切っ掛けといわれる。また鯉城蹴球団OBや臥虎クラブ（広島師範学校OBチーム）OBが「子供の頃からボールを蹴らないと強くならない」とゴム製のサッカーボールを広島の小学校に寄贈し、広島のサッカー普及に貢献した。
晩年のチーム名が「鯉城蹴球団」であるためこの名前を用いているが、下記歴史のとおり資料によって「広島一中R団」（Rは鯉城と思われる）「鯉城倶楽部」「鯉城クラブ」と多様である。チームとしては戦前まで活動していた記録が残るが、戦中および戦後の状況は不明。
ただこの名前は国泰寺高サッカー部OB会の名として現在でも使われている。

## 略歴
- 1924年（大正13年）以前 : 結成
- 1924年（大正13年） : 
  - 第1回明治神宮大会中国予選で「広島一中R団」として優勝
  - 第1回明治神宮大会で「鯉城倶楽部」として初優勝
- 1925年（大正14年） : 「鯉城倶楽部」として第2回明治神宮大会優勝、つまり現在における天皇杯史上初の連覇
- 1927年（昭和2年） : 「鯉城蹴球団」として第3回明治神宮大会準優勝
- 1939年（昭和14年） : 「鯉城蹴球団」として第6回中国蹴球選手権大会優勝、戦前の記録としてはこれが最後

以降不明

## 歴史

### 背景
元々広島中学のち広島一中においてサッカーが始まったのは1912年（大正元年）東京高等師範学校（以下、東京高師）蹴球部（現在の筑波大学蹴球部）主将だった松本寛次が教師として赴任し、生徒とともにボールを蹴りだしたのが始まりである。同時期に広島師範学校に赴任したのが同じ東京高師を卒業した出射（いでい）栄で、出射も同校に蹴球部を作り、草創期の広島のサッカーは広島一中と広島師範学校の対抗試合を重ねて強くなっていった。
その中で広島一中およびそのOBチームが強くなった理由の一つとして田中敬孝の存在があった。田中は、以前似島俘虜収容所にいたドイツ人捕虜から直接サッカーの知識を得たという当時としては大変貴重な体験をしており、1920年（大正9年）広島一中で教師になった際にその知識をサッカー部に注入した。田中の存在は一中だけでなく、延いては広島のサッカーレベル向上へと繋がることになり、この時期に広島一中および広島高師附属中（現・広島大学附属中学校・高等学校）は当時サッカー最先端地区であった関西地方に遠征し、両チーム共に好成績を収めている。
明治大正初期までの近代スポーツは、大学や各地の師範学校から大衆へ広まっていった ものの、まだローカル色が強かった。例えば現在の高校選手権にあたる大会は、当時日本フットボール優勝大会として開催されていたが関西ローカルの大会であった（詳細は全国高等学校サッカー選手権大会#毎日新聞主催（第1回 - 第8回大会）参照）。その中で日本のスポーツ界は近代オリンピックや極東選手権競技大会に出場したことにより海外を意識し 同じような大会を国内で開催しようとし、これに明治天皇の聖徳を憬仰する大会として、国内初の総合スポーツ大会として明治神宮競技大会（明治神宮大会）が開催されることになった。

### 鯉城設立
この「鯉城倶楽部（あるいはクラブ）」の名で結成されたチームが誕生するきっかけは、1924年（大正13年）秋に、第1回明治神宮大会が開催されるという報を受け「蹴球部を編成して遠征しよう」と声が盛り上がったもの。つまり国泰寺高が正式に発表した資料では、1924年が正式結成した年としている。蹴球部OBである伴勇が神戸高等商業学校（現神戸大学）を卒業して帰郷し、後輩たちを指導しているうちに話がまとまり結成に至った。
ただ日本サッカー協会が公表する資料の中には、1923年（大正12年）5月に行われた第6回極東選手権競技大会において深山静夫・清水直右衛門・加茂下良重（姓は加茂/加茂下両方表記あり）・田部辰の4人が鯉城クラブ所属として日本代表に選ばれているものがあることから、これより前に活動していた可能性もある。
天皇杯の前身にあたるア式全国蹴球大会は1921年（大正10年）から始まるが、鯉城が地区予選に出場していたかは不明。1923年第3回大会九州中国地方予選では鯉城クラブの名前はなく「広島一中チーム」が優勝している が、翌1924年の中国予選では鯉城は「広島一中R団」の名前で出場していることから、この1923年の広島一中が鯉城クラブであった可能性もある。

### 全国大会へ
1924年、第1回神宮蹴球競技中国予選（兼第4回大会予選）では「広島一中R団」として優勝。第1回戦1-0対広島高師、第2回戦1-0対松山高校、優勝戦2-0対山口高校と強豪を勝ち抜き、全国規模の大会に初出場することになった。神宮蹴球競技本大会では「鯉城倶楽部」の名前で出場し決勝に進み、対戦相手はライバル御影師範（全御影師範クラブ）となった。この試合前半から鯉城が優勢で福重の先制点・清水直右衛門の追加点で2-0で折り返し、後半は秩父宮雍仁親王と賀陽宮恒憲王の観覧の下、清水・香川幸が追加点、終了間際に1点返されトータル4-1で勝利し、初優勝する。
1925年（大正14年）第2回神宮蹴球競技（第5回大会）では鯉城倶楽部の名で出場。この年は一緒に練習していた。
同年10月30日、御影蹴球団との準決勝は、両チーム譲らず1-1の引き分け。その日は日没となったので延長戦は翌10月31日に行なわれ、御影蹴球団が1点を奪取して2日がかりの試合に決着をつけたと思われたが、鯉城から抗議が起こった。御影は前日負傷した選手に代わって、登録外の選手を出場させた、というアピールだった。延々6時間、話し合いは難航に難航を重ねた。結局、鯉城の抗議が認められ再試合になったものの、これも引き分けとなり日没になった。11月1日朝8時から延長戦だけを行い、ようやく鯉城の清水が決勝ゴールを挙げ3-2となり、3日がかり4試合のケリをつけた。選手全員はクタクタに疲れ切っていたが、翌11月2日の決勝戦東京大学戦は3-1で勝利し二連覇を果たした。
1926年（昭和元年）、大正天皇の崩御に伴い明治神宮大会は中止となっている。
1927年（昭和2年）、第4回神宮蹴球競技（第7回大会）に「鯉城蹴球団」の名前で事実上の三連覇を目指し、三大会連続で決勝に進出したが神戸一中クラブに0-2で敗れた。当時の決勝記録から、初優勝した時の決勝メンバーから塚部（この試合ではCH）以外は全員入れ替わっていることがわかる。この年、朝鮮遠征を敢行している。

### その後
1928年（昭和3年）以降、現在における天皇杯中国予選を通過した記録はない。
クラブチームとして活動停止した時期は不明。大日本蹴球協会発行『蹴球年間 昭和7-8年度』に記載されているため、少なくともこれ以降のことである。
当時の記録としていくつか残っている。
- 1931年（昭和6年）第6回明治神宮大会中国四国地方予選 - A・Bの2チーム編成で出場し、鯉城Bは準決勝で鯉城Aに（1-8）、鯉城Aは決勝で興文中学に敗れている（1-3）[16]。
- 1936年（昭和11年）第3回中国蹴球選手権大会 - 準決勝で臥虎蹴球団に敗退(3-4)[17]。なお臥虎蹴球団とは比治山（別名臥虎山）の東にあった旧制広島第一小学校、現在の広島市立段原中学校を拠点に活動していたクラブチームである[15]。
- 1939年（昭和14年）第6回中国蹴球選手権大会 - 準決勝で臥虎に勝利(4-1)、決勝で広高師を破り優勝(6-1)[18]。

以上より、このチームは戦前までは確実に活動していたことになる。

## 戦績
以下に、記録が残っている現在の天皇杯にあたる大会の記録を列挙する。なお当時の大会によっては、引き分けの場合CK（隅蹴）GK（門蹴）FK（自蹴）のアウトオブプレーのスタッツが勝敗を左右する規定も存在していた。
| 回 | 年月日         | 時期         | 会場      | スコア | 対戦相手                     | 備考                     |
| 4  | 1924年10月30日 | 1回戦        | 神宮 外苑 | 3-0    | 全豊島蹴球団 (東部代表)      | CK1-0 / GK17-11 / FK8-2  |
| 4  | 1924年10月31日 | 決勝         | 神宮 外苑 | 4-1    | 全御影師範クラブ（近畿代表） | CK1-5 / GK22-6 / FK6-3   |
| 5  | 1925年10月30日 | 準決勝       | 神宮 外苑 | 1-1    | 御影蹴球団（近畿代表）       | 日没引分                 |
| 5  | 1925年10月31日 | 準決勝延長戦 | 神宮 外苑 | 1-1    | 御影蹴球団（近畿代表）       | 再試合処分（上記）       |
| 5  | 1925年11月1日  | 準決勝延長戦 | 神宮 外苑 | 1-0    | 御影蹴球団（近畿代表）       | [ 13 ]                   |
| 5  | 1925年11月2日  | 決勝         | 神宮 外苑 | 3-1    | 東京大学（東京代表）         | CK2-2 / GK6-22 / FK2-15  |
| 7  | 1927年10月28日 | 1回戦        | 神宮 外苑 | 2-1    | 法政大学（東京代表）         | CK0-4 / GK19-7 / FK9-3   |
| 7  | 1927年10月29日 | 準決勝       | 神宮 外苑 | 4-0    | 関西大学（近畿代表）         | CK8-7 / GK10-17 / FK2-11 |
| 7  | 1927年10月30日 | 決勝         | 神宮 外苑 | 0-2    | 神戸一中クラブ（近畿代表）   | CK5-5 / GK21-13 / FK6-11 |

## 出身者
以下は日本代表に選ばれた記録が残っている選手
- 深山静夫
- 清水直右衛門
- 香川幸
- 加茂下良重
- 田部辰

## 参考資料
- 広島スポーツ史（財団法人広島県体育協会）
- 広島一中国泰寺高百年史（広島県立広島国泰寺高等学校百年史編纂委員会）1977年11月
- 『創立九十周年記念誌』「創立九十周年記念誌」編集委員会、広島県広島国泰寺高等学校、1967年10月
- 知られざる日韓サッカー激闘史（康奉雄、廣済堂出版）1998年6月1日
- サッカー オンラインマガジン 2002world..com 日本サッカーの歴史
- 日本サッカー・ブック・ガイド
- 『運動年鑑. 大正１４年度』朝日新聞社、1925年。2014年8月7日閲覧。
- 『運動年鑑. 大正１５年度』朝日新聞社、1926年。2014年8月7日閲覧。
- 『運動年鑑. 昭和3年度』朝日新聞社、1928年。2014年8月7日閲覧。